# Warsonofiusz (Lebiediew)
Warsonofiusz, ros. Варсонофий, imię świeckie Wasilij Pawłowicz Lebiediew (ur. 1871 w Staruchinie, zm. 15 września 1918 w Kiriłłowie) – rosyjski biskup prawosławny, święty nowomęczennik prawosławny.

## Życiorys
Był synem prawosławnego psalmisty. W wieku 8 lat stracił ojca i razem z siedmiorgiem rodzeństwa był wychowywany jedynie przez matkę. W 1894 ukończył seminarium duchowne w Nowogrodzie.
1 kwietnia 1895 w monasterze św. Antoniego w Nowogrodzie złożył wieczyste śluby zakonne] z imieniem Warsonofiusz. W tym samym roku przyjmował kolejno święcenia diakońskie (9 kwietnia) i kapłańskie (30 czerwca). Został skierowany do pracy misjonarza wśród staroobrzędowców, który z powodzeniem prowadził na terenie eparchii nowogrodzkiej. W 1897, 1908 i 1912 uczestniczył we wszechrosyjskich zjazdach misjonarzy. Za swoją działalność był nagradzany przez władze cerkiewne: w 1902 krzyżem napierśnym, w 1909 – podniesieniem do godności archimandryty. Otrzymał również odznaczenia państwowe: Order św. Anny II stopnia (1912) i Order św. Włodzimierza IV stopnia (1916). Innym elementem działalności mnicha Warsonofiusza (Lebiediewa) było założenie skitu w okolicach Staruchina, następnie przekształconego w samodzielny klasztor.
8 stycznia 1917 archimandryta Warsonofiusz został wyświęcony na biskupa kiriłowskiego; głównym konsekratorem był arcybiskup nowogrodzki Arseniusz (Stadnicki). 31 stycznia osiadł na stałe w Kiriłłowie, gdzie zyskał sławę znakomitego kaznodziei. 2 września 1918 został rozstrzelany przez bolszewicką kompanię karną strzelców łotewskich stacjonującą w mieście Czerepowiec, razem z ihumenią Monasteru Terapontowskiego Serafiną (Sulimową) oraz świeckimi: Michaiłem Trubnikowem, Nikołajem Burłakowem, Anatolijem Baraszkowem i Filipem Małyszewem. Wszyscy zostali wcześniej uwięzieni jako zakładnicy po zabójstwie działacza komunistycznego Kostiuniczewa. Egzekucja miała miejsce na górze Zołotucha, na przedmieściach miasta. Tam też wszyscy zabici zostali pochowani, we wspólnym grobie. Próby odnalezienia ich szczątków podejmowane latem 2000 nie przyniosły rezultatu. Dwa lata wcześniej w miejscu tym wzniesiono pamiątkowy krzyż.
W sierpniu 2000 biskup Warsonofiusz (Lebiediew), ihumenia Serafina (Sulimowa) oraz straceni z nimi świeccy zostali kanonizowani jako nowomęczennicy.